# لشکر ۳۶۶ زرهی عمود هائش
لشکر ۳۶۶ زرهی عمود هائش (عبری: נתיב האש‎) لشکر زرهی نیروی زمینی اسرائیل و تحت امر سپاه زرهی اسرائیل است، که در سال ۱۹۷۴ تأسیس شد.
این لشکر همچنین با نام لشکر «مسیر آتش» (به عبری: נתיב האש) شناخته می‌شود، یک لشکر زرهی ذخیره از نیروهای دفاعی اسرائیل بود. لشکر ۳۶۶ زرهی عمود هائش تا ژانویه ۲۰۱۴ تابع فرماندهی منطقه‌ای شمال بود، تا اینکه واحدهای این لشکر برای ایجاد لشکر ۲۱۰ باشان (سرزمینی) مورد استفاده قرار گرفتند.